# 奧拜恩號驅逐艦 (DD-51)
奧拜恩號驅逐艦（舷號DD-51）是一艘隸屬於美國海軍的驅逐艦，為奧拜恩級驅逐艦的首艦。她是美軍第二艘以奧拜恩為名的軍艦，以紀念美國獨立戰爭時期的海軍軍官耶利米·奧拜恩（Jeremiah O'Brien）。
奧拜恩號在1913年於克雷普父子造船廠開始建造，在1914年下水，於1915年服役，其時第一次世界大戰已經爆發。接著奧拜恩號主要留在大西洋訓練及作中立巡航。美國參戰後，奧拜恩號被派往法國及愛爾蘭海域，掩護協約國船隻。戰後奧拜恩號留在加勒比海巡航，在1922年退役，並在1935年除籍，按倫敦海軍條約出售拆解。